# Jean Cocteau
Jean Cocteau (teljes nevén Jean Maurice Eugène Clément Cocteau) (Maisons-Laffitte, 1889. július 5. – 1963. október 11.) francia költő, író, festő, színész és filmrendező.

## Élete

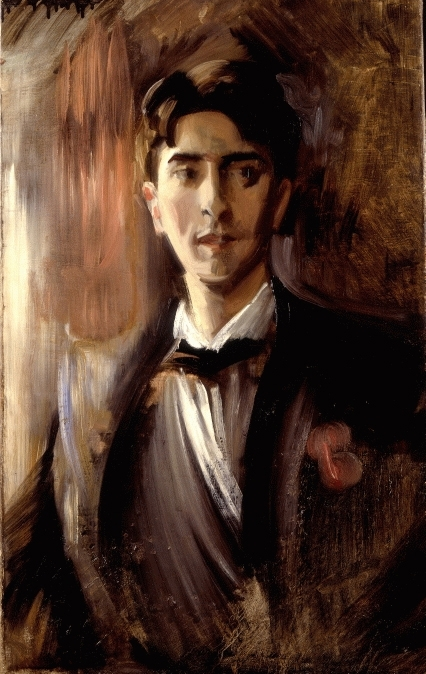
Federico de Madrazo y Ochoa festménye (1911 körül)

10 évesen kezdett el írni, és 16 évesen publikálták első versét. A színház szerelmese lett már egész fiatal korában, legyen az cirkusz, jégrevü vagy a Comédie-Française előadása. 1917-ben Szergej Gyagilev párizsi Orosz Balett társulatának írta Parádé című balettjét, 1920-ban pedig az Ökör a háztetőnt. A Montparnasse művésznegyedében megismerte Picassót, Amedeo Modiglianit, Guillaume Apollinaire-t és Max Jacobot, akin keresztül megismerte a 16 éves költő-ifjút, Raymond Radiguet-t. Cocteau beleszeretett a fiúba (!): verseinek klasszikus egyszerűségét is mélyen tisztelte. A 21 éves fiú elvesztésekor az ópiumhoz fordult, és megírta Heurtebise, az angyal című versét. 1926-os Orpheusz című drámája megrázta a modern színházat. 1950-ben forgatókönyvet írt belőle, Orpheusz végrendelete című, de filmet csak 10 évvel később, 1960-ban rendezett az eredeti forgatókönyvének alapján.

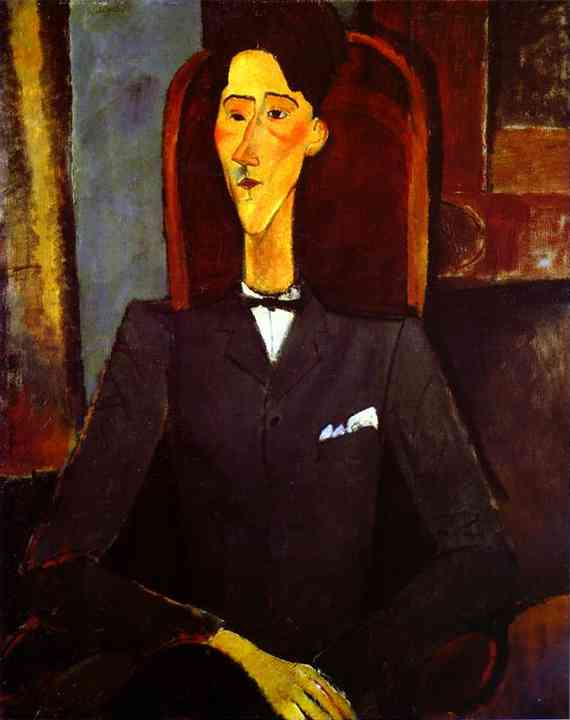
Amedeo Modigliani festményén, 1916

1930-ban forgatott, A költő vére című, első szürrealista filmjében Cocteau saját múltját viszi vászonra. 1934-es Pokolgép című drámájában az Oidipusz-történetet dolgozta fel, amely a saját bevallása szerint nagyon közel állt hozzá. Magánéletében az 1946-os A Szép és a Szörnyeteg című filmjének főszereplője, Jean Marais lett szerelmi életének főszereplője. Cocteau soha nem vallotta magát filmrendezőnek, sokkal inkább költőnek. Alkotásai közül ez a mű mindmáig a legkedveltebb. Jean az események színhelyéül egy csodálatos kastélyt választott. A gyertyatartók nem hagyományos kandelábereken állnak, hanem a falakból kinyúló élő emberi karok fogják őket. A tükrök folyékony kapuk egy másik világba, a szobrok megelevenednek. Jean Marais szörnyeteg-maszkja olyan sikeresnek bizonyult, hogy amikor a film premierjén a Szörnyeteg végül átváltozik káprázatos herceggé, Greta Garbo ezt kiáltotta: „Adják vissza a szörnyemet!”[forrás?]
„A legendák előjoga a kortalanság” – mondja a narrátor az Orphée film elején, 1949-ben. Cocteau fantáziafilmje önéletrajzi alkotásként is szemlélhető. Orpheuszt Cocteau szerelme, Jean Marais játszotta. Cocteau lenyűgözően használta a visszafelé mozgást és a háttérvetítést.
1950-ben berendezte a Villa Santo-Sospirt Saint-Jean-Cap-Ferrat-ban és monumentális freskósorozatba fogott a mentoni városházán, a Villefranche-sur-Mer-i Saint Pierre-kápolnában, valamint a Milly-la-Forêt-i templomban, melynek kertjében röviddel a freskók befejezése után eltemették. 74 évet élt. A kápolnát fogadott fia, Édouard Dermit festő fejezte be.

## Irodalmi művei
- Az Eiffel-torony jegyespárja (1922), dráma
- Antigoné (1922), dráma
- Orpheus (1926), dráma
- Vásott kölykök (1929), regény
- A pokolgép (1934), dráma
- Rettenetes szülők (1938), dráma
- Írógép (1941), dráma
- A kétfejű sas (1946), dráma

## Magyarul
- A párisi fiú; ford. Szinnai Tivadar; Genius, Bp., 1925 (Új termés)
- Vásott kölykök. Regény; ford. Gyergyai Albert, Révai, Bp., 1942
  - (Veszedelmes Éden és Rettenetes gyerekek címen is)
- Jean Cocteau válogatott versei; szerk., bev. Szegzárdy-Csengey József; Európa, Bp., 1961
- A szélhámos; ford. Tardos Tibor; inː A bál. Francia kisregények; Európa, Bp., 1965
- Veszedelmes Éden; ford., utószó Gyergyai Albert; Franklin Ny., Bp., 1966 (Kozmosz könyvek)
  - (Vásott kölykök és Rettenetes gyerekek címen is)
- Rettenetes gyerekek / Rettenetes szülők. Színmű; ford. Gyergyai Albert, Örkény István, utószó Réz Pál; Szépirodalmi, Bp., 1971 (Olcsó könyvtár)
  - (Vásott kölykök és Veszedelmes Éden címen is)
- Az élő Gide; ford. Bajomi Lázár Endre; inː Ima az Akropoliszon. A francia esszé klasszikusai; vál., előszó, tan. Gyergyai Albert, jegyz. Somló Vera, Szávai János; Európa, Bp., 1977
- A nagy mutatvány; ford. Gyergyai Albert, Pór Judit, Tardos Tibor; Európa, Bp., 1985 (Európa zsebkönyvek)

## Filmjei

### Rendezőként
- Le testament d’Orphée (1960)
- L’Amour sous l’électrode (1955)
- La villa Santo-Sospir (1952)
- Coriolan (1950)
- Orphée (1949)
- Les parents terribles (1948)
- L’aigle à deux têtes (1947)
- A szép és a szörnyeteg (La Belle et la Bête) (1946)
- Le sang d’un poète (1930)
- Jean Cocteau fait du cinéma (1925)

### Íróként
- Les parents terribles (2003/I) (TV)
- Drug-Taking and the Arts (1994)
- Le bel indifférent (1993) (play)
- Edwige Feuillère en scène (1993)
- Oedipus Rex (1992) (TV) (libretto)
- La voix humaine (1990) (libretto)
- Mujeres al borde de un ataque de nervios (1988)
- Oedipus Rex (1984) (TV) (libretto)
- Orphée (1983) (TV)
- Rettenetes szülők (1981) (TV) rend.: Felvidéki Judit
- Il mistero di Oberwald (1981)
- Les parents terribles (1980) (TV)
- La dame de Monte Carlo (1979)
- L’aigle à deux têtes (1975) (TV)
- Le bel indifférent (1975) (TV)
- Oedipus Rex (1972) (TV) (libretto)
- The Human Voice (1966) (TV)
- „Estudio 1” (1965) TV Series (epizód „Los padres terribles”)
- Thomas l’imposteur (1964)
- La Machine infernale (1963) (TV)
- Die Geliebte Stimme (1960) (play)
- Le Testament d’Orphée, ou ne me demandez pas pourquoi! (1960)
- La Princesse de Clèves (1960) (adaptáció)
- Anna la bonne (1958)
- Le bel indifférent (1957)
- Django Reinhardt (1957) (commentár)
- Pantomimes (1954) (commentár)
- Intimate Relations (1953)
- Ce siècle a cinquante ans (1951)
- La corona negra (1951)
- Orphée (1950)
- Les enfants terribles (1950)
- Les parents terribles (1948)
- L’aigle à deux têtes (1948)
- Ruy Blas (1948)
- L’amore (1948) (rész: „La voce umana”)
- La belle et la bête, La (1946)
- Les dames du Bois de Boulogne (1945)